# Bo Yang
Bo Yang (chinesisch 柏楊, Pinyin Băi Yáng, W.-G. Băi Yang; geboren als: Guo Libang (郭立邦,  Guō Lìbāng,  Kuo Li-pang); * 7. März 1920 in Kaifeng, Henan, Republik China, heute: Volksrepublik China; † 29. April 2008 in Taipeh, Taiwan) war ein chinesischer Kulturkritiker und Autor.

## Leben
Bo Yang wurde als Guo Libang in Kaifeng, Henan geboren. Manche Quellen geben die Stadt Huixian, Teil des heutigen Xinxiang, Henan, als Geburtsort von Bo Yang an. Später änderte er seinen Namen zu Guo Yidong (chinesisch 郭衣洞), vermutlich weil er sich mit seinem Vater und seiner Stiefmutter überworfen hatte. Im Jahr 1949 begab er sich nach Taiwan, wo er 1960 das Pseudonym Bo Yang zu verwenden begann, unter dem er kritische Essays verfasste.
Eines der insbesondere im ganzen chinesischen Sprachraum bekanntesten Werke Bo Yangs ist das Buch Der hässliche Chinese (chinesisch 醜陋的中國人 Chǒulòu de Zhōngguórén). Es behandelt das zentrale Thema seiner Kulturkritik: destruktive Formen des Konkurrenzkampfes der Chinesen untereinander.
Wegen seiner Kritik an Chiang Kai-shek (KMT) wurde er für neun Jahre auf der Grünen Insel (chinesisch 綠島 „Lǜdǎo“) inhaftiert. Der Auslöser dafür war seine Übersetzung eines Comic-Strips von Popeye, die er begonnen hatte. Darin befindet sich Popeye auf einem Boot auf See, mit dem Baby „Swee’pea“ im Arm. Popeye zeigt auf eine ferne Insel und sagt: „Ich werde König dieser Insel sein und Du mein süßer kleiner Prinz.“ Dort angekommen beschließen sie, sich um das Präsidentenamt zu bewerben. Bo übersetzt dabei "fellows" mit 全國軍民同胞們,  Quánguó jūnmín tóngbāomen – „meine Mit-Soldaten und Landsleute“, eine von Chiang Kai-shek oft benutzte Form der Anrede. Die Regierung von Taiwan sah darin eine Parodie auf Chiang Kai-shek und seinen Sohn Chiang Ching-kuo. In der Haft verfasste Bo Yang eine Reihe von Arbeiten zur chinesischen Geschichte.
Bo Yang lebte in Taipeh und trug bis zu seinem Tod den Ehrentitel des nationalpolitischen Beraters des Präsidenten Chen Shui-bian (DPP). Am 20. April 2008 zeigte das taiwanische Fernsehen MAC-TV (宏觀電視), wie der gewählte Präsident Ma Yingjiu der KMT Bo Yang am Krankenbett besuchte und diesem versicherte, der Weg der Demokratie werde nach seinem Amtsantritt am 20. Mai 2008 fortgeführt. Neun Tage später, am 29. April 2008, starb Bo Yang an Lungenversagen. Bo Yang war seit 1978 mit der Lyrikerin Zhang Xiang-Hua (張香華) verheiratet und hatte drei Töchter und zwei Söhne aus vier früheren Ehen.

## Werke (Auswahl)
- chinesisch 醜陋的中國人, Pinyin Chǒulòu de hōngguórén – „Der hässliche Chinese“
- chinesisch 中國人史綱, Pinyin Zhōngguórén shǐgāng – „Prinzipien der Geschichte der Chinesen“
- chinesisch 大男人沙文主義, Pinyin Dà nánrén shāwénzhǔyì – „Männlicher Chauvinismus“